# Tétova tinédzserek
A Tétova tinédzserek (eredeti címe: Ghost World) 2001-es fekete humorú vígjáték, amelyet Terry Zwigoff rendezett amerikai, brit és német kooprodukcióban. A forgatókönyvet Daniel Clowes Ghost World című képregénye alapján készítették. A film főbb szerepeiben Thora Birch, Scarlett Johansson és Steve Buscemi. 2001. június 16-án mutatták be a Seattle Nemzetközi Filmfesztiválon. A nagyközönség előtt szeptember 21-től nyílt meg a lehetőség a megtekintésre. Magyarországon DVD-n volt elérhető 2005. április 20-tól.
A film pénzügyileg és filmművészetileg is nagy sikert aratott. Két Golden Globe-díjra, egy Szaturnusz-díjra és egy Oscar-díjra is jelölték, többek között a forgatókönyvet és Thora Birch alakítását méltatva.

## Cselekmény
A két legjobb barátnő, Enid és Rebecca az érettségi után munkát keresnek, és össze szeretnének költözni. A lányok cinikus társadalmi kitaszítottak, de Rebecca népszerűbb a fiúk körében, mint Enid. Enid diplomáját azzal a feltétellel tartják vissza, hogy részt vesz egy művészeti javító tanfolyamon. Bár a lány tehetséges művész, rajztanára, Roberta úgy véli, hogy a művészetnek társadalmi jelentőséggel kell bírnia, és Enid vázlatait nem tekinti többnek „könnyed szórakozásnál”.
A lányok találnak egy hirdetést, amelyben egy Seymour nevű magányos, középkorú férfi arra kér meg egy bizonyos nőt, hogy vegye fel vele a kapcsolatot. Enid telefonos tréfát űz Seymourral, a nőnek adva ki magát, és meghívja őt egy étterembe. A két lány és barátjuk, Josh titokban megfigyelik Seymourt az étkezdében, és gúnyt űznek belőle. Enid hamarosan szimpátiát kezd érezni Seymour iránt, és követik őt a lakóházáig. Később egy garázsvásáron rátalálnak, ahol régi lemezeket árul. Enid vesz tőle egy régi blues albumot, és összebarátkoznak. Elhatározza, hogy megpróbál nőket találni a férfinak, akikkel randizhatna.
Enid időközben a művészeti órájára járt, és ráveszi Seymourt, hogy adjon kölcsön neki egy régi posztert. Enid bemutatja a plakátot az osztályban, mint a rasszizmusról szóló társadalmi megjegyzést, és Roberta annyira lenyűgözve van a koncepciótól, hogy felajánl Enidnek egy ösztöndíjat egy művészeti főiskolára. Seymour kap egy telefonhívást Danától, a hirdetése címzettjétől. Enid arra bátorítja, hogy folytasson kapcsolatot Danával, de a lány váratlanul féltékeny lesz, amikor a férfi ezt megteszi. Enid és Rebecca útja kezd közben szétválni. Míg Enid Seymourral tölti az idejét, Rebecca egy kávézóban kezd el dolgozni. Enid egy moziban kap munkát, így megengedheti magának, hogy lakást béreljen Rebeccával. Enidet azonban cinikus hozzáállása és vonakodása miatt kirúgják. A lányok összevesznek, és Rebecca lemond az Eniddel való együttélésről.
Amikor Enid poszterét kiállítják egy művészeti kiállításon, az iskolai tisztviselők annyira sértőnek találják, hogy arra kényszerítik Robertát, hogy bukásra ítélje a lányt, és vonja vissza az ösztöndíjat. Enid Seymourhoz fordul vigaszért, ami egy részeg egyéjszakás kalandhoz vezet. Seymour szakít Danával, és számon kérik a munkahelyén, amikor az Enidnek adott poszter nyilvánosságra kerül a helyi újságban. Sikertelenül próbál kapcsolatba lépni Eniddel, mire Rebecca elmeséli neki Enid telefonos tréfáját, amelyben leírja, hogyan gúnyolták ki őt az étteremben. Seymour feldúlt, és elmegy a kisboltba, ahol Josh dolgozik. Egy másik vásárló végül erőszakos összetűzésbe keveredik Seymourral, aminek következtében megsérül és kórházba kerül. Enid meglátogatja őt a kórházban, hogy bocsánatot kérjen.
A történtek után Enid elszökik otthonról. Látott egy öregembert, Normant, aki folyamatosan egy kiürült buszmegállóban várakozik egy buszra, amely soha nem jön. Végül, miközben Enid az utca túloldaláról figyeli, Norman felszáll egy különjáratra. Másnap, miközben Seymour a nyár eseményeit beszéli meg a terapeutájával, Enid visszatér a buszmegállóba, és felszáll a különjáratra.

## Szereplők
| Szerep            | Színész            | Magyar hangja      |
| ----------------- | ------------------ | ------------------ |
| Enid              | Thora Birch        | Nemes Takách Kata  |
| Rebecca           | Scarlett Johansson | Zsigmond Tamara    |
| Seymour           | Steve Buscemi      | Pusztaszeri Kornél |
| Josh              | Brad Renfro        | Moser Károly       |
| Roberta Allsworth | Illeana Douglas    | Kéri Kitty         |
| Enid apja         | Bob Balaban        | Berzsenyi Zoltán   |
| Dana              | Stacey Travis      | n.a                |
| Doug              | Dave Sheridan      | Földi Tamás        |
| Joe               | Tom McGowan        | n.a                |
| Melora            | Debra Azar         | Roatis Andrea      |

## Fogadtatás

### Kritikai visszhang
A film fantasztikusan teljesített a kritikusok körében. A Rotten Tomatoeson 93%-os minősítést ért el 165 értékelés alapján, az összefoglaló szerint: „Terry Zwigoff fanyar szellemességgel alakítja Daniel Clowes képregényét egy intelligens, komikus utazássá a tinédzserek szorongásán keresztül.” Joe Morgenstern a Washington Street Journaltól azt írta: „A Tétova tinédzserek legnagyobb különlegessége az egyedülálló szellemisége. Itt egy sötét, holtpontos komédia elidegenedett gyerekekről, amely egyszerre tud okos, felülmúlhatatlanul furcsa, rendkívül vicces és titokzatosan szerethető lenni.” Peter Bradshaw a Guardiantől azt írta: „Minden furcsasága és súlytalan külvárosi unalma ellenére ez valójában egy nagyon is hihető, visszafogott beszámoló a késő kamaszkori fájdalomról.” Jonathan Rosenbaum a Chicago Readertől azt írta: „Soha nem kiszámítható, ez a film gyakran vicces és megható is, és finoman adaptálja Clowes eredeti művének mise en scene-jét anélkül, hogy flancos vagy tolakodó lenne.”
A Metacritic 90 pontot adott a 100-ból 31 vélemény alapján. Desson Thomson a Washington Posttól azt írta: „Buscemi olyan karakterré teszi Seymourt, akit egyszerűen újra és újra látni akarsz. Ő a legszimpatikusabb, legszórakoztatóbb „lúzer”, akivel bárki megoszthatná a régi lemezeket.” Dana Stevens a New York Timestól azt írta: „Az Okostojás óta minden bizonnyal ez a legjobb ábrázolása a tinédzserek különcségének; az izgalomkereső, individualista országunkat uraló unalom és konformizmus éles szatírája, valamint a kérdőjeles befejezés a Diploma előttre emlékeztetett.” Roger Ebert azt írta: „Meg akartam ölelni ezt a filmet. Olyan kockázatos utat jár be, és soha nem lép rosszul. Sajátos, eredeti, hihető, szerethető karaktereket teremt, és velük kanyarog át vigasztalan napjaikon, miközben sosem veszíti el a humorérzékét.”

### Bevétel adatai
A Box Office Mojo szerint a film nyereséges volt. A 7 millió dolláros költségvetésre 8,7 millió dolláros bevételt generált.

## Fontosabb díjak és jelölések
| Esemény                       | Díj                | Kategória                                                          | Eredmény |
| ----------------------------- | ------------------ | ------------------------------------------------------------------ | -------- |
| 59. Golden Globe-gála         | Golden Globe-díj   | Legjobb női főszereplő (vígjáték vagy musical) – Thora Birch       | Jelölve  |
| 59. Golden Globe-gála         | Golden Globe-díj   | Golden Globe-díj a legjobb férfi mellékszereplőnek – Steve Buscemi | Jelölve  |
| 74. Oscar-gála                | Oscar-díj          | Legjobb adaptált forgatókönyv                                      | Jelölve  |
| 28. Szaturnusz-gála           | Szaturnusz-díj     | A jövő arca – Thora Birch                                          | Jelölve  |
| 2002-es Young Artist-díjátadó | Young Artist Award | Legjobb családi film                                               | Jelölve  |